# Princess Dudu
Princess Dudu (sinh ngày 20 tháng 10 năm 1978 tại Thành phố Bénin) là một học viên taekwondo người Nigeria, từng thi đấu ở hạng mục hạng nặng của phụ nữ. Cô đã giành được một huy chương vàng trong hạng cân hơn 72 kg tại Thế vận hội toàn châu Phi 2003 ở Abuja, và cũng đại diện cho quốc gia Nigeria của cô tại Thế vận hội mùa hè 2004.
Dudu đủ điều kiện là một nữ taekwondo đơn độc cho đội tuyển Nigeria ở hạng nặng nữ (+67 kg) tại Thế vận hội Mùa hè 2004 ở Athens, bằng cách xếp thứ hai sau Mounia Bourguigue của Ma-rốc và trao một bến đỗ từ Giải đấu vòng loại Olympic châu Phi ở Cairo, Ai Cập. Cô đã thất bại trong việc vượt ra khỏi trận đấu mở màn của mình trong trận thua 9 trận12 ảm đạm trước võ sĩ Jordan Nadin Dawani. Với đối thủ của mình tụt lại phía sau Myriam Baverel của Pháp trong trận bán kết do luật lệ vượt trội, Dudu từ chối cơ hội của mình để cạnh tranh cho huy chương đồng Olympic thông qua các vòng thi đấu lại.